# Tlogoretno
Tlogoretno is een bestuurslaag in het regentschap Lamongan van de provincie Oost-Java, Indonesië. Tlogoretno telt 1265 inwoners (volkstelling 2010).